# 波寧卡
50°11′7″N 27°33′49″E / 50.18528°N 27.56361°E

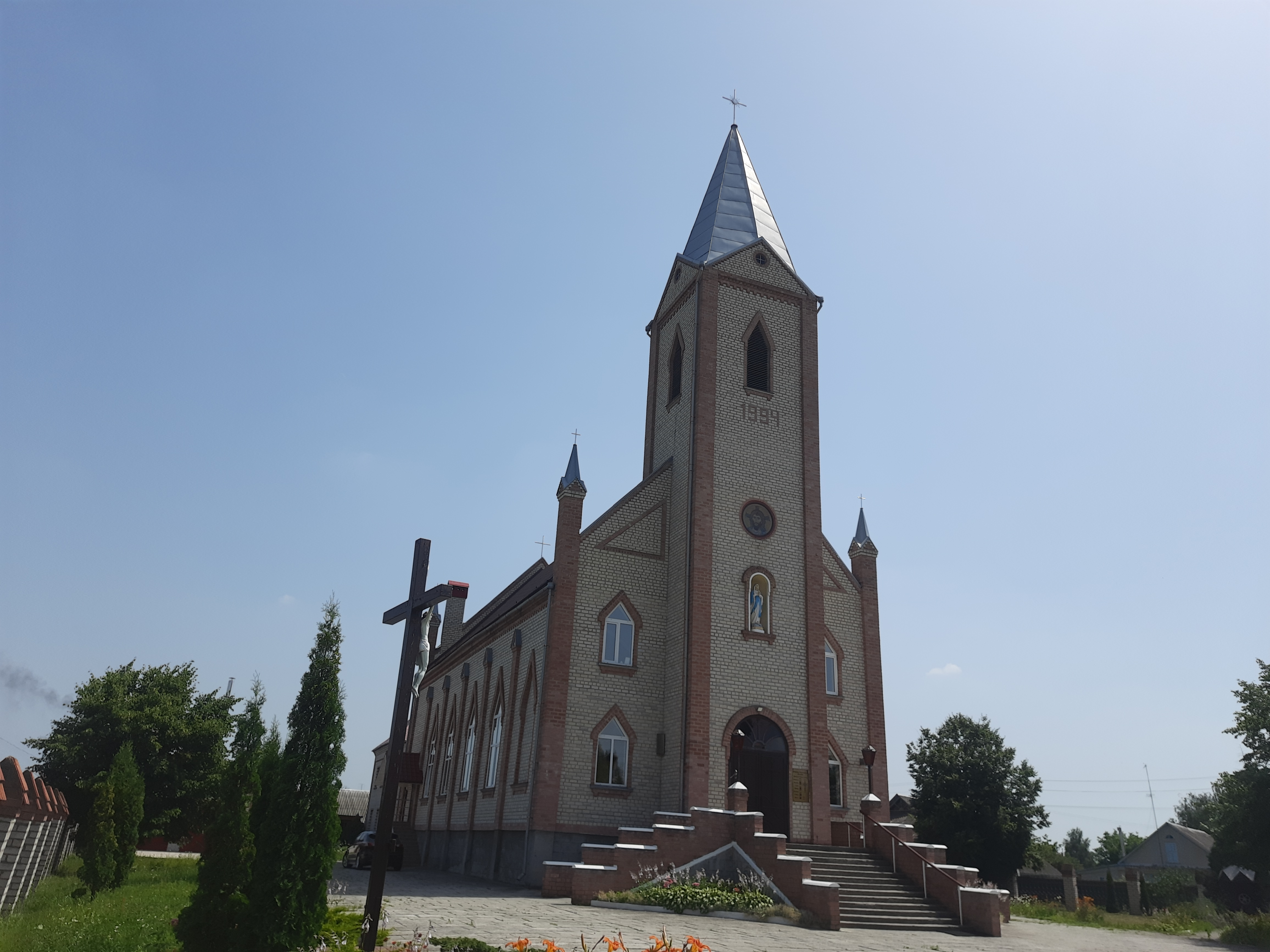
教堂

波寧卡（烏克蘭語：Понінка），是烏克蘭西部赫梅利尼茨基州舍佩蒂夫卡區波宁卡市镇内的市級鎮及其行政中心。處於霍莫拉河畔，始建於1740年，面積1.31平方公里，2015年人口7,356，人口密度每平方公里5,615.27人。